# Giovanni Giacomo Cavallerini
Giovanni Giacomo Cavallerini (Roma, 16 de fevereiro de 1639 - Roma, 18 de fevereiro de 1699) foi um cardeal do século XVIII

## Biografia
Nasceu em Roma em 16 de fevereiro de 1639. Seu primeiro nome também está listado como Gian Iagopo. Nobre romano de família originária de Modena. Seus pais eram Guarnerio Cavallerini, ilustre jurisconsulto, e Veturia Bonaventura.
Recebeu dos Jesuítas sua educação básica; mais tarde, estudou na Universidade La Sapienza , em Roma, onde obteve o doutorado em utroque iure , tanto em direito canônico quanto em direito civil.
Advogado da Cúria Romana. Entrou no estado eclesiástico. Prelado doméstico no pontificado do Papa Alexandre VIII que o nomeou tenente do auditor da câmara papal, cargo que ocupou durante vinte anos. Auditor da Sagrada Rota Romana. Recebeu as ordens menores em 19 de março de 1692; subdiaconado, 23 de março de 1692; diaconado, 25 de março de 1692.
Ordenado em 30 de março de 1692.
Eleito arcebispo titular de Nicéia, em 25 de junho de 1692. Assistente no Trono Pontifício, em 29 de junho de 1692. Consagrado, em 30 de junho de 1692, convento das freiras de Santi Domenico e Sisto Magnapoli, Roma, pelo Cardeal Fabrizio Spada, assistido por Michelangelo Mattei, arcebispo titular de Adrianópolis, e por Baldassare Cenci, arcebispo titular de Larissa. Núncio na França, 1º de julho de 1692.
Criado cardeal sacerdote no consistório de 12 de dezembro de 1695; recebeu o chapéu vermelho e o título de S. Bartolomeo all'Isola, 21 de maio de 1696. Prefeito do Tribunal da Assinatura Apostólica de Justiça, 16 de maio de 1696.
Morreu em Roma em 18 de fevereiro de 1699, ao meio-dia, em seu palácio romano, após uma breve doença. Exposto na igreja de S. Carlo ai Catinari, onde ocorreu o funeral no dia 19 de fevereiro de 1699, às 21 horas, e sepultado em frente à capela de S. Paulo nessa mesma igreja.